# Argyrogrammana bonita
Argyrogrammana bonita is een vlindersoort uit de familie van de prachtvlinders (Riodinidae), onderfamilie Riodininae.
Argyrogrammana bonita werd in 1995 beschreven door Hall, J & Willmott.